# 武蔵ヶ丘
- 日本 > 熊本県 > 熊本市 > 北区 > 武蔵ケ丘
- 日本 > 熊本県 > 菊池郡菊陽町 > 武蔵ヶ丘

武蔵ヶ丘（むさしがおか）は、熊本市北区と菊陽町の地名である。熊本都市圏を代表する住宅地・団地のひとつでもある。「武蔵」は、近くの県道337号線沿いにある宮本武蔵ゆかりの史跡「武蔵塚」から採られている。熊本市の住居表示では「武蔵ケ丘」、菊陽町では「武蔵ヶ丘」であり、「ケ」と「ヶ」の相違があるが、実際の使用状況においては熊本市側でも「武蔵ヶ丘」が見られる場合が少なくない。

## 概要
熊本市の北東部に位置し、楠団地や光の森・すずかけ台・杉並台・永江団地といった菊陽町や合志市などに跨って隣接する広大なニュータウン区域の拠点となっている。高度成長期の1960年代末、当時一面の農業地帯、丘陵地帯であったこの一帯で大規模な住宅地開発が計画されたが、九州自動車道をはさんで西側に位置する楠団地は熊本市によって整備されたのに対し、武蔵ヶ丘は県（県住宅公社）主導で整備が進められた。70年代初頭には熊本でもまだ珍しかった高層集合住宅を建設し、これを核としてその周囲に一般住宅や公園が取り巻くというニュータウンが形成され、また、武蔵中央通りと呼ばれる麻生田から楠や武蔵ヶ丘へ抜ける通り沿いには商業施設ムサシプラザやニコニコドーをはじめとした店舗が立ち並び急速に発展した。さらに1981年の武蔵塚駅の開業や、道路網の整備に伴い熊本市中心街とも短時間で結ばれるようになるとますます人口も増加し、昭和50年代に楠小学校、中学校から分離して武蔵小学校、中学校が誕生している。
宅地開発40年近くを経て、現在は商業の中心としてはゆめタウンがオープンした光の森周辺に移った感もあるものの、現在でも熊本市北東部の一大拠点として、熊本県内のニュータウンの筆頭としてゆるぎない地位を築き上げている。
なお、上記の通り、武蔵ヶ丘地区は菊陽町にも跨いでいる。このあたりの境界線は入り組んでおり、熊本市と合志市の境界に割り込むような形で菊陽町の領域が細長く食い込んでいるものの住宅地としては熊本市側と区分されることなく一体的に開発されたため、傍目ではまったく市町境界を跨いでいるようには見えない。菊陽町の区域は津久礼という大字であったが、以前より小・中学校名
や役場支所名で武蔵ヶ丘の地名を使用していたこともあり、2009年に住居表示が実施された際に「菊陽町武蔵ヶ丘○丁目」となった。隣接する熊本市は「熊本市北区武蔵ケ丘○丁目」が存在しており、紛らわしいという声が住民間で持ち上がった。

## 地理
熊本市の北東部に位置する。合志台地の西端、白川北岸の河岸段丘上に位置する丘陵地帯である。丘陵上はほぼ平坦であるものの、北側の合志市すずかけ台にかけてはややアップダウンのある地形となっている。武蔵地区の南側に県道337号（旧国道57号線）とJR豊肥本線が、西側に九州自動車道、東側に県道316号、北側に県道49号が通っている。地区内の真ん中を東西に貫通しているのが武蔵中央通りで、国道3号熊本北バイパスの麻生田交差点より楠、武蔵ヶ丘を通って光の森まで続いている。この通り沿いにはムサシプラザやゆめマートなどのスーパーや飲食店、銀行、学習塾、ブティックなどが点在していて、名実ともに武蔵ヶ丘を代表する通りとなっている。

## 交通関係
- 豊肥本線
  - 武蔵塚駅・光の森駅
    - 近隣を豊肥本線が走っていたにもかかわらず当初は駅の設置はされなかったが、後の1981年に武蔵塚駅が、2006年に光の森駅が開設された。

- 武蔵ヶ丘バスストップ
  - 福岡行き「ひのくに号」・長崎行き「りんどう号」といった北部九州を結ぶ高速バスの他、神戸・大阪・京都方面の夜行高速バスも停車。特に福岡行きは本数も多く、JRでは競合する九州新幹線の沿線からは遠くかけ離れており、在来線においても最寄り駅から博多方面への直通列車がないため、この周辺地域においては鉄道よりも利便性がはるかに高い。また、近くには高速バス利用者のためのパークアンドライドも設置してある。過去には佐世保・北九州方面の昼行高速バスや名古屋行きの夜行高速バスも停車していたが、いずれも路線が廃止されたため現在は停車していない。

- 九州産交バス
  - E3-1・E3-2系統：桜町BT～子飼～武蔵ヶ丘団地
  - K5-1・K5-2系統：桜町BT～県庁前～熊本東バイパス～武蔵ヶ丘団地など
    - 県道337号線を走る桜町BT～大津系統のバス（E3-5）も利用可能
- 熊本電鉄バス
  - C7－3〜7、C9－1〜7系統：桜町BT～兎谷～武蔵ヶ丘・杉並台・泉ヶ丘など

- 国道57号（熊本東バイパス・菊陽バイパス）
- 熊本県道49号熊本大津線
- 熊本県道316号住吉熊本線
- 熊本県道337号熊本菊陽線

## 教育施設
- 熊本市立武蔵小学校
- 熊本市立武蔵中学校
- 菊陽町立武蔵ヶ丘小学校
- 尚絅大学・尚絅大学短期大学部武蔵ヶ丘キャンパス